# Intercom (rivista)
Intercom è una rivista amatoriale di fantascienza, la più longeva della fantascienza italiana.

## Storia
Nata nel 1979 a Palermo, diretta da Pippo Marcianò, si è poi trasferita prima a Genova, diretta da Domenico Gallo e Bruno Valle, fino al numero 99 e poi a Terni fino al numero 149, diretta da Danilo Santoni. Nel 1997 si è trasformata in una webzine e presenta opere di narrativa, critica, informazione e recensioni del mondo della fantascienza. Dopo il 2010 ha sostanzialmente cessato l'attività (gli ultimi due articoli pubblicati online risalgono rispettivamente al 2011 e 2012). Dal 2015 non è più aggiornato o attivo.